# Capo James

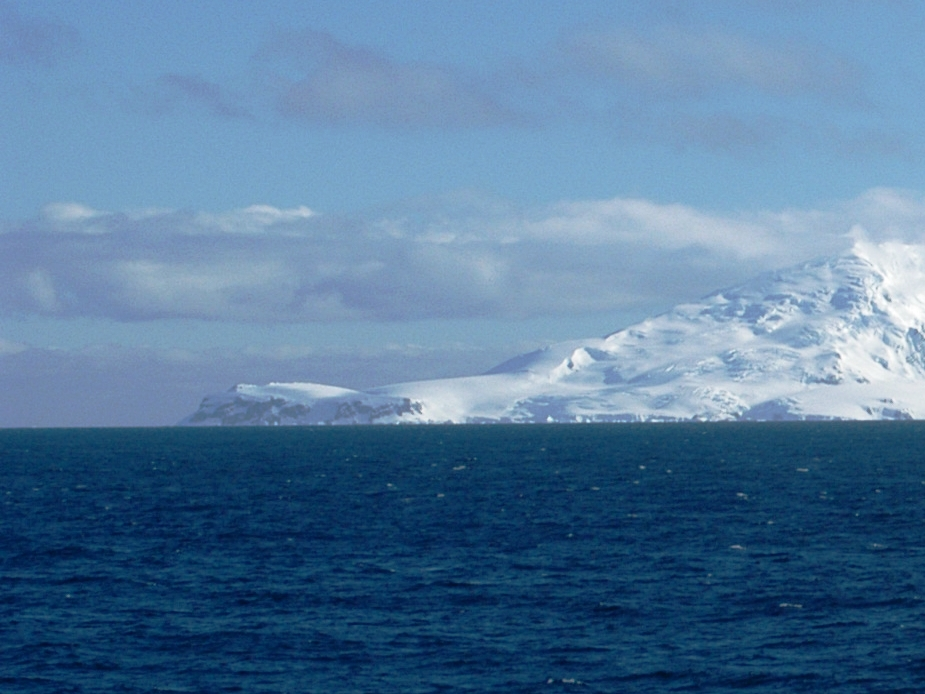
Capo James visto dallo Stretto Osmar.

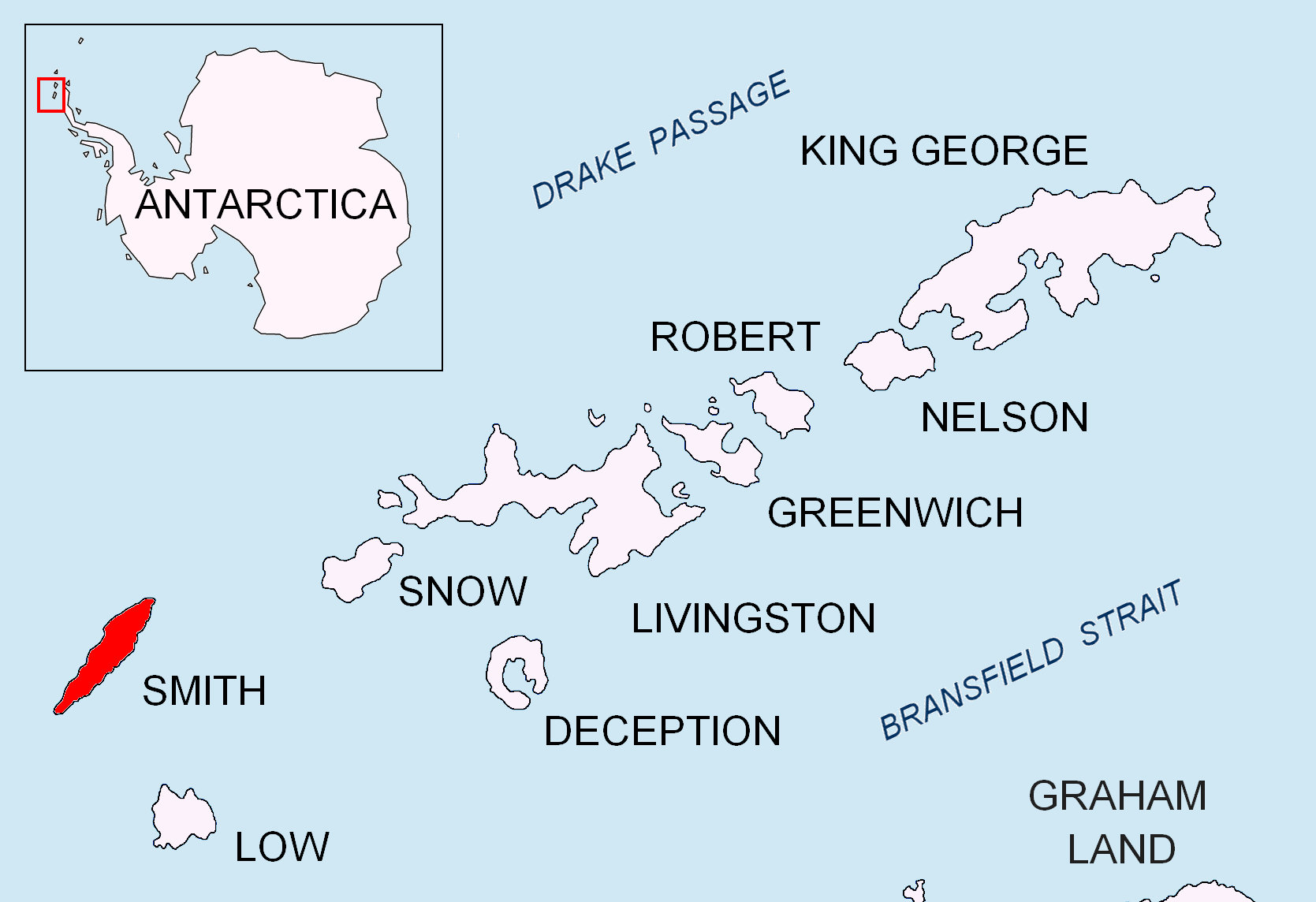
Localizzazione dell'Isola Smith, nelle Isole Shetland Meridionali.

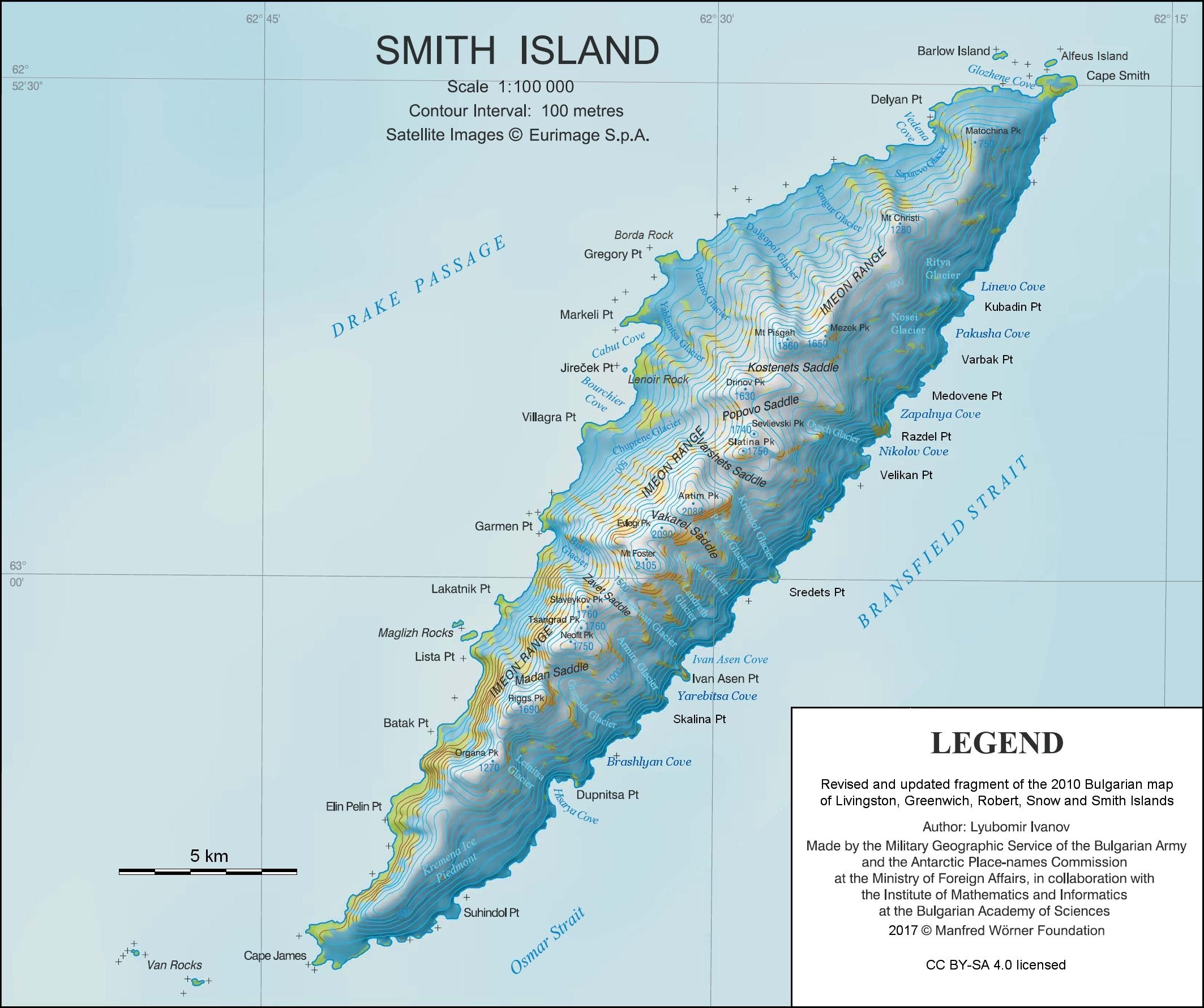
Mappa topografica dell'Isola Smith. Capo James è la punta meridionale dell'isola.

Cape James è un capo roccioso che forma l'estremità meridionale dell'Isola Smith, nelle Isole Shetland Meridionali, in Antartide.
Il promontorio si trova all'estremità opposta del Capo Smith, che invece rappresenta l'estremità settentrionale dell'isola.

## Localizzazione
Capo James è localizzato alle coordinate 63°05′50″S 62°43′01″W; è situato 4,5 km a sud-sudovest di Elin Pelin Point, 6,8 km a sudovest dell'Organa Peak, 3,55 km a ovest-sudovest di Suhindol Point e 29,5 km a nordovest dell'Isola Low.
Mappatura preliminare bulgara nel 2009.

## Denominazione
Il nome appare su una mappa redatta dalla spedizione navale britannica del 1828-31 comandata dal capitano Henry Foster ed è ormai ben consolidato nell'uso internazionale. La denominazione è stata data in onore del navigatore britannico James Weddell, che aveva esplorato queste regioni e a cui è intitolato anche il Mare di Weddell.

## Mappe
- Chart of South Shetland including Coronation Island, &c. from the exploration of the sloop Dove in the years 1821 and 1822 by George Powell Commander of the same. Scale ca. 1:200000. London: Laurie, 1822.
- L.L. Ivanov. Antarctica: Livingston Island and Greenwich, Robert, Snow and Smith Islands. Scale 1:120000 topographic map. Troyan: Manfred Wörner Foundation, 2010. ISBN 978-954-92032-9-5 (First edition 2009. ISBN 978-954-92032-6-4)
- South Shetland Islands: Smith and Low Islands. Scale 1:150000 topographic map No. 13677. British Antarctic Survey, 2009.
- Antarctic Digital Database (ADD). Scale 1:250000 topographic map of Antarctica. Scientific Committee on Antarctic Research (SCAR). Since 1993, regularly upgraded and updated.
- L.L. Ivanov. Antarctica: Livingston Island and Smith Island. Scale 1:100000 topographic map. Manfred Wörner Foundation, 2017. ISBN 978-619-90008-3-0